# Árpád Pusztai
Árpád Pusztai, né le 8 septembre 1930 à Budapest et mort le 17 décembre 2021 à Aberdeen, est un biochimiste britannique d'origine hongroise ayant travaillé au Rowett Research Institute. C'est un spécialiste mondial des lectines et un lanceur d'alerte.

## Biographie
Árpád Pusztai a suivi des études de chimie à l'université Loránd Eötvös de Budapest, études qu'il a terminées en 1953. Par la suite, il a travaillé à l'Académie hongroise des sciences où il est resté jusqu'en 1956, année de l'Insurrection de Budapest. Il se rend ensuite dans un camp de réfugiés en Autriche avant d'émigrer en Angleterre. Pusztai soutient sa thèse de doctorat à l'Institut Lister à Londres. Pendant les années 1963-1999 il travaille au Rowett Research Institute à Aberdeen en Écosse, qui appartient depuis 2008 à l'université d'Aberdeen. En 1988, il est nommé « Fellow » de la Royal Society of Edinburgh.
En 1999, ses déclarations à la suite d'expérimentations qu'il a menées sur des pommes de terre génétiquement modifiées causent l'affaire Pusztai. Árpád Pusztai obtient en 2009, conjointement avec Susan Bardosz, le Prix de la Paix de Stuttgart.